# Timo Ben Schöfer
Timo Ben Schöfer (* 3. November 1964 in Freiburg im Breisgau) ist ein deutscher Schauspieler.

## Leben
Nach seiner Schauspielausbildung von 1984 bis 1988 an der Staatlichen Hochschule für Musik und Darstellende Kunst Stuttgart folgten Stückverträge am Theaterhaus Stuttgart in Stuttgart-Wangen, am Staatstheater Stuttgart sowie am Staatstheater Karlsruhe. Schöfer war von 1988 bis 1991 festes Ensemblemitglied am Theater Basel, von 1991 bis 1994 bei den Bühnen der Stadt Bielefeld und von 1994 bis 1998 am Theater der Stadt Heidelberg. Von 1998 bis 2000 war er am Theater Erlangen als festes Ensemblemitglied engagiert. In den Spielzeiten 2013/14 und 2015/16 war er festes Ensemblemitglied am Mainfranken Theater Würzburg. In den Spielzeiten 2015/16 und 2017/18 war er festes Ensemblemitglied am Theater Ulm.
Seit 1986 hat Schöfer als Schauspieler vor der Kamera in mehreren Filmen und Fernsehserien mitgewirkt. Einen größeren Bekanntheitsgrad erlangte er durch eine der Hauptrollen als Stefan Kramer in der RTL-Serie Unter uns. Seit September 2022 (Folge 3890) ist Schöfer in der Fernsehserie Sturm der Liebe in der Rolle des Markus Schwarzbach zu sehen.
Schöfer ist gelegentlich auch als Synchronsprecher tätig.

## Filmografie
- 1986: Geschichten aus der Heimat (Fernsehserie, 1 Folge)
- 1988: Oh Gott, Herr Pfarrer (13-teilige Miniserie)
- 2000–2003: Unter uns (Fernsehserie, 657 Folgen)
- 2004–2021: SOKO Köln (Fernsehserie, 4 Folgen, verschiedene Rollen)
- 2004–2012: Alarm für Cobra 11 – Die Autobahnpolizei (Fernsehserie, 2 Folgen, verschiedene Rollen)
- 2004: Die Sitte (Fernsehserie, 1 Folge)
- 2007: Wilsberg: Unter Anklage (Fernsehreihe)
- 2007: SOKO Rhein-Main (Fernsehserie, 1 Folge)
- 2008: Herzog (9-teilige Miniserie)
- 2009: Marie Brand und die Nacht der Vergeltung (Fernsehreihe)
- 2012: Tatort: Ihr Kinderlein kommet
- 2013: Heiter bis tödlich: Fuchs und Gans (16-teilige Miniserie)
- 2020: Verbotene Liebe – Next Generation (Fernsehserie, 2 Folgen)
- 2020–2021: Alles was zählt (Fernsehserie)
- seit 2022: Sturm der Liebe (Fernsehserie)
- 2025: Aktenzeichen XY … ungelöst (Fernsehreihe, 1 Folge)